# Государственный НИИ генетики и селекции промышленных микроорганизмов
Федеральное государственное бюджетное учреждение «Государственный научно-исследовательский институт генетики и селекции промышленных микроорганизмов Национального исследовательского центра „Курчатовский институт“» — научно-исследовательский институт, занимающийся научными исследованиями в области генетики и генной инженерии промышленных микроорганизмов.

## История
Государственный научно-исследовательский институт генетики и селекции промышленных микроорганизмов был создан в 1968 году в соответствии с приказом Главного Управления микробиологической промышленности при Совете Министров СССР от 16.02.1968 года. Первым директором института и его организатором был профессор С. И. Алиханян.
Задачами института были создание новых технологий для выращивания и селекции микроорганизмов для создания медицинских препаратов, получения ферментов для нужд сельского хозяйства, химической промышленности, производства биотоплив, мономеров и полимеров. Для производства различных аминокислот, ферментов, нуклеотидов и нуклеозидов, витаминов, антибиотиков, белков человека и животных в институте используют разработанные сотрудниками технологии на основе микроорганизмов. На основе разработанных в ГосНИИгенетика технологий в России было в 1970 году создано производство кристаллического лизина и глутамата натрия.
В НИИ создана база живых промышленных микроорганизмов (ВКПМ) из более, чем 16,5 тысяч промышленных и генетически маркированных штаммов. Для сохранения микроорганизмов в институте имеются криоустановки с жидким азотом.
В настоящее время[когда?] в института работают над технологиями получения:
- биобутанола — нового поколения биотоплива,
- мономеров для химии полимеров,
- органических кислот,
- ксиланазы — фермента для отбеливания целлюлозы без использования хлора

и др.
С 1985 года институтом издается журнал «Биотехнология». В журнале публикуются результаты научных работ по биотехнологии, медицине, сельскому хозяйству и др.
В институте в разное время работали ученые: Н. К. Янковский, В. В. Суходолец, Н. Д. Ломовская, В. Н. Крылов, А. И. Степанов, В. Н. Жданов, В. К. Гордеев, Л. И. Ерохина, Э. С. Пирузян, В. Г. Дебабов, А. К. Соколов, А. А. Прозоров, В. М. Степанов, П. А. Певзнер и другие.
С 2017 года институт вошёл в состав Национального исследовательского центра «Курчатовский институт».

## Структура
Научные подразделения института соответствуют проводимым в нём работам. Это подразделения: генетики и физиологии промышленных микроорганизмов, молекулярных механизмов реализации генетической информации, структуры белков, генетики бактериофагов, молекулярной медицины.
Для подготовки научных работников в институте есть аспирантура, научный совет по защите кандидатских и докторских диссертаций по специальностям «Генетика» и «Молекулярная биология».